# مارس 2007

## بوابة:أحداث جارية
| \| 1 مارس 2007 (الخميس) \| عدل \| تاريخ \| راقب \| تصفح \| |     |       |      |      |
| - العراق: أول ظهور علني لطالباني بعد الوعكة الصحية. (بي بي سي) - فرنسا: سرقة لوحتين من أعمال بيكاسو. (بي بي سي) - شم الروائح على الإنترنت ممكن قريبا. (بي بي سي) - العراق: قتلى في انفجار سيارة مفخخة في حفل زفاف في الفلوجة. (بي بي سي) - العراق: قائمة علاوي تهدد بالانسحاب من الحكومة العراقية. (بي بي سي) - مقتل 17 مسلحا شمال غربي إيران. (بي بي سي) - اليمن: جيش اليمن يتكبد مئات القتلى بمواجهات مع أتباع الحوثي. (الجزيرة) |     |       |      |      |
| 1 مارس 2007 (الخميس) | عدل | تاريخ | راقب | تصفح |

| \| 4 مارس 2007 (الأحد) \| عدل \| تاريخ \| راقب \| تصفح \| |     |       |      |      |
| - بث تنظيم دولة العراق الإسلامية السبت شريط فيديو بتفاصيل إعدام 18 شرطياً عراقياً في تأكيد لإعلانه السابق باختطاف العناصر الأمنية وتصفيتهم رداً على مزاعم اغتصاب امرأة سنية بواسطة عناصر من الأمن العراقي الذي يهيمن عليه الشيعة.-([_http://arabic.cnn.com/2007/middle_east/3/4/video.kill_policemen/index.html سي إن إن]) - قالت مصادر صحفية كويتية إنّ جميع وزراء الحكومة الكويتية قدّموا استقالتهم الأحد إلى رئيس الوزراء، في خطوة استهدفت إجهاض عملية تصويت على حجب الثقة عن وزير الصحة. وأضاف المصدر أنّ الحكومة التي يرأسها الشيخ ناصر محمد الأحمد الصباح قدّمت استقالتها شفويا وذلك خلال اجتماع مجلس الوزراء -([_http://arabic.cnn.com/2007/middle_east/3/4/k8.gov/index.html سي إن إن]) - اتفق الرئيس الإيراني محمود أحمدي نجاد مع العاهل السعودي عبد الله بن عبد العزيز على العمل معا لوقف العنف الطائفي في المنطقة. وقال احمدي نجاد وهو في طريق عودته إلى طهران بعد ان انهى زيارته إلى الرياض، انه اتفق مع الجانب السعودي على التصدي لما وصفه "بمؤامرات الاعداء" الرامية لبث الفرقة في العالم الإسلامي. [_http://news.bbc.co.uk/hi/arabic/middle_east_news/newsid_6416000/6416611.stm (بي بي سي)] |     |       |      |      |
| 4 مارس 2007 (الأحد) | عدل | تاريخ | راقب | تصفح |

| \| 5 مارس 2007 (الإثنين) \| عدل \| تاريخ \| راقب \| تصفح \| |     |       |      |      |
| - بغداد: انفجار يوقع 26 قتيلاً وأضراراً مادية جسيمة في شارع المتنبي ببغداد وهو أشهر سوق للكتب في بغداد والعراق. (بي بي سي) - وقعت هيئة الإذاعة البريطانية بي بي سي صفقة مع شركة يوتيوب المملوكة من قبل غوغل يتم بموجبها بث ثلاث قنوات من قنوات شبكة البي بي سي بشكل مباشر على موقع يوتيوب. (بي بي سي) - قال الجيش البريطاني إن قوة بريطانية عراقية مشتركة اكتشفت نحو 30 سجيناً بينهم امرأة وطفلين في مقر وكالة الاستخبارات العراقية في البصرة بدت عليهم آثار تعذيب. وقال العقيد كولين ستراتفوردرايت إن الكشف جاء في إطار حملتي دهم بحثاً عن عناصر إرهابية مشتبهة.-([_http://arabic.cnn.com/2007/middle_east/3/5/basra.prisoner_office/index.html سي إن إن]) - أعلنت الولايات المتحدة الأحد، أن الدول الخمس دائمة العضوية في مجلس الأمن الدولي، بالإضافة إلى ألمانيا، أخفقت في تسوية كل خلافاتها بشأن إصدار الأمم المتحدة قراراً ثانياً يفرض عقوبات على إيران، على خلفية برنامجها النووي، إلا أن الخارجية الأمريكية أكدت التزام الدول الست بإصدار قرار ثانٍ قريباً.-([_ سي إن إن]) - أنهى وزراء الخارجية العرب اجتماعهم في مقر الجامعة العربية بالقاهرة صدر في ختامه بيان دعا اللجنة الرباعية إلى استئناف العمل الجاد من أجل تحقيق السلام العادل والشامل في الشرق الأوسط. وأكد أهمية مواصلة الحكومة السودانية والاتحاد الأفريقي الجهود لإرساء الأمن والاستقرار في أقليم دارفور. [_http://news.bbc.co.uk/hi/arabic/middle_east_news/newsid_6418000/6418269.stm (بي بي سي)] |     |       |      |      |
| 5 مارس 2007 (الإثنين) | عدل | تاريخ | راقب | تصفح |

| \| 6 مارس 2007 (الثلاثاء) \| عدل \| تاريخ \| راقب \| تصفح \| |     |       |      |      |
| - أكدت القيادة العسكرية الأمريكية، أنها فتحت تحقيقا في حادثين وقعا الأحد، ويزعم فيهما مقتل عدد من المدنيين الأفغان جراء نيران القوات الأمريكية المنتشرة في أفغانستان. وكانت وكالات الأنباء نقلت عن مسؤولين أفغان قولهم، إن غارة جوية للتحالف استهدفت بلدة "نيجراب" شمالي كابول، أدت إلى مصرع تسعة أفراد من أسرة واحدة-([_http://arabic.cnn.com/2007/world/3/6/afghanistan.civilians_killing/index.html سي إن إن]) - بعد أكثر من نصف قرن على حرب الكوريتين، بدأت بيونيانغ وواشنطن محادثات تاريخية، تهدف لإقامة علاقات دبلوماسية متبادلة، إثر موافقة كوريا الشمالية على تفكيك برنامجها النووي. وبدأ مساعد وزيرة الخارجية الأمريكية ونائب وزير خارجية كوريا الشمالية أول اجتماع لهما في وسط نيويورك، -([_http://arabic.cnn.com/2007/world/3/6/northkorea.usa/index.html سي إن إن]) - مثل اليوم الاثنين نائب رئيس الوزراء ووزير الخارجية العراقي السابق طارق عزيز أمام المحكمة الجنائية المختصة في العراق حيث أدلى بشهادته كشاهد في قضية الأنفال. ونفى طارق عزيز أن تكون قد وقعت عمليات إبادة ضد الأكراد، وألقى باللائمة على إيران في استخدام الغازات السامة في الهجوم الذي وقع على قرية حلبجة الكردية عام 1988. [_http://news.bbc.co.uk/hi/arabic/middle_east_news/newsid_6420000/6420377.stm (بي بي سي)] |     |       |      |      |
| 6 مارس 2007 (الثلاثاء) | عدل | تاريخ | راقب | تصفح |

| \| 7 مارس 2007 (الأربعاء) \| عدل \| تاريخ \| راقب \| تصفح \| |     |       |      |      |
| - ويكيبيديا :أكاديمي مزيف في موقع ويكيبيديا يدعى ايسجاي وقد انتحل صفة أستاذ جامعي مختص بالأديان طوال فترة تواجده في ويكيبيديا وساهم في اصدار قرارات حاسمة في العديد من النزاعات رغم أنه لم يكن سوى طالب جامعي من ولاية كانتاكي اسمه ريان جوردان ويبلغ من العمر 24 عاما وقد ظهرت حقيقة هذا الأداري على خلفية مقابلة مع مجلة نيويوركر في يوليو/تموز عام 2006. وقد قدم هذا الاداري استقالته على خلفية عدم صدقه في هذا الخصوص وبعد جدل كبير دار في هذا الخصوص حول مصداقية الموقع (بي بي سي) - العراق: مقتل 30 في انفجار انتحاري شمال بغداد (بي بي سي) - العراق:مسلحون يقتحمون سجن بادوش بالموصل ويطلقون سراح 140 (بي بي سي) - اندونيسيا : مقتل 22 شخصا في تحطم طائرة اندونيسية في مطار جاكرتا (بي بي سي) - فضاء : الصين تستعد لإطلاق مسبار نحو القمر (بي بي سي) |     |       |      |      |
| 7 مارس 2007 (الأربعاء) | عدل | تاريخ | راقب | تصفح |

| \| 8 مارس 2007 (الخميس) \| عدل \| تاريخ \| راقب \| تصفح \| |     |       |      |      |
| - قال الناطق باسم الجيش الأمريكي ويليام كالدويل إن انتحارياً فجر حزامه الناسف في مقهى ببلدة "بلدروز" في العراق مما أدى إلى سقوط 30 قتيلاً وإصابة 40 آخرين وحمل المسؤول العسكري القاعدة مسؤولية الهجوم مشيراً أن استهداف الأسواق يحمل "العلامة التقليدية" لتنظيم القاعدة جناح العراق.-([_http://arabic.cnn.com/2007/middle_east/3/7/journalist.iraq/index.html سي إن إن]) - يمثل ثلاثة رجال أمام محكمة في الأردن بتهمة التخطيط لاغتيال الرئيس الأمريكي جورج دبليو بوش خلال زيارته للبلاد في نوفمبر 2006 وقد مثل الثلاثة أمام محكمة أمن الدولة في العاصمة عمان. [_http://news.bbc.co.uk/hi/arabic/middle_east_news/newsid_6429000/6429071.stm (بي بي سي)] - أفرجت السلطات الإسرائيلية عن رئيس مؤسسة الأقصى لإعمار المقدسات الشيخ رائد صلاح بعد ساعات من اعتقاله في القدس لدى مشاركته في اعتصام احتجاجي على استمرار الحفريات الإسرائيلية في محيط المسجد الأقصى. وقال الشيخ إن شرطة الاحتلال أوقفته عندما كان يلقي كلمة بشأن الحفريات الإسرائيلية في وجود وفد من الجولان السوري المحتل وآخر من أهل صحراء النقب. [_http://www.aljazeera.net/NR/exeres/05C2B531-E179-4EAC-8D3D-56B0A847F21B.htm (الجزيرة)] |     |       |      |      |
| 8 مارس 2007 (الخميس) | عدل | تاريخ | راقب | تصفح |

| \| 9 مارس 2007 (الجمعة) \| عدل \| تاريخ \| راقب \| تصفح \| |     |       |      |      |
| - لمّح مسؤول رفيع في وزارة الخارجية الأمريكية، إلى أن واشنطن منفتحة أمام أي محادثات ثنائية مع إيران أو سوريا، أثناء مؤتمر بغداد السبت، في حال تقدمت منها أي من الدولتين بمقترحات لإحلال الاستقرار في العراق المجاور-([{{{2}}} سي إن إن]) - يقوم منسق السياسة الخارجية في الاتحاد الأوروبي خافيير سولانا بزيارة سوريا الاسبوع القادم لاجراء محادثات بشأن لبنان والسلام في الشرق الأوسط. وقد اعلن عن هذه الزيارة وزير خارجية ايرلندا ديرموت اهيرن ورحب بقيام سولانا بها [_ (بي بي سي)] - أكد رئيس الوزراء الفلسطيني المكلف إسماعيل هنية أن الإجراءات الدستورية لتشكيل حكومة الوحدة الفلسطينية ستبدأ الأسبوع المقبل، وطالب الاتحاد الأوروبي بالتعاطي بإيجابية مع اتفاق مكة المكرمة لتشكيل حكومة وحدة. [_http://www.aljazeera.net/NR/exeres/9DA72789-5463-4154-9E27-8D8BFF059C4A.htm (الجزيرة)] - نزلت أسعار النفط عن 61 ادولار يوم الجمعة لكنها بفعل مبيعات لجني الارباح لكن السوق ما زالت تجد دعما من هبوط في مخزونات البنزين بالولايات المتحدة [_http://ara.today.reuters.com/news/newsArticle.aspx?type=businessNews&storyID=2007-03-09T163831Z_01_EGO959793_RTRIDST_0_OEGBS-OIL-MARKETS-AB7.XML (رويترز)] |     |       |      |      |
| 9 مارس 2007 (الجمعة) | عدل | تاريخ | راقب | تصفح |

| \| 10 مارس 2007 (السبت) \| عدل \| تاريخ \| راقب \| تصفح \| |     |       |      |      |
| - قال مسؤول بارز في الداخلية العراقية إن زعيم حركة دولة العراق الإسلامية، أبو عمر البغدادي، ألقي القبض عليه خلال حملة دهم أمنية في منطقة أبوغريب، فيما نفى مسؤولون عسكريون أمريكيون علمهم بالاعتقال أو التحفظ عليه. وأوضح المصدر العراقي أن البغدادي وعدداً ومن معاونيه، اعتقلوا حوالي الساعة الثالثة بعد ظهر الجمعة في عملية أمنية للجيش العراقي في أبو غريب. -(سي إن إن) - دعا الرئيس الفنزويلي هوجو تشافيز أمريكا اللاتينية إلى توحيد صفوفها لمحاربة نفوذ الولايات المتحدة واصفا الرئيس الأمريكي جورج بوش بأنه "رمز الهيمنة". ووردت تصريحات تشافيز أمام تجمع حاشد يضم عشرين ألف شخص على الاقل في العاصمة الأرجنتينية بيونس آيرس. [_ (بي بي سي)] - ل الأمين العام لحزب الله حسن نصر الله إن المعارضة تثمن حالة الانفراج التي عرفها لبنان عقب لقاءات الأمس بين رئيس مجلس النواب نبيه بري ورئيس تيار المستقبل سعد الحريري. وأضاف نصر الله أن كلا من المعارضة والأغلبية في لبنان مستعدان لصيغة لا غالب ولا مغلوب. [_http://www.aljazeera.net/NR/exeres/176BF7A0-FC5C-4AB4-94AF-FDE3D6B6217A.htm (الجزيرة)] |     |       |      |      |
| 10 مارس 2007 (السبت) | عدل | تاريخ | راقب | تصفح |

| \| 11 مارس 2007 (الأحد) \| عدل \| تاريخ \| راقب \| تصفح \| |     |       |      |      |
| - عباس وأولمرت يلتقيان في القدس. (بي بي سي) - العراق: مقتل العشرات في تفجيرين ببغداد. (بي بي سي) - صحيفة الصندي تايمز البريطانية: نائب وزير الدفاع الإيراني السابق أصغري الذي اختفى منذ مدة قد يكون عمل لصالح استخبارات غربية. (بي بي سي) - الولايات المتحدة الأمريكية: يقظة خاطفة لامرأة أمريكية من غيبوبة 6 سنوات. (بي بي سي) - أفغانستان: مقتل 8 من الشرطة الأفغانية و 2 من طالبان في اشتباكات عنيفة جنوب البلاد. (بي بي سي) |     |       |      |      |
| 11 مارس 2007 (الأحد) | عدل | تاريخ | راقب | تصفح |

| \| 12 مارس 2007 (الإثنين) \| عدل \| تاريخ \| راقب \| تصفح \| |     |       |      |      |
| - قال الرئيس الأمريكي جورج بوش، خلال توقفه القصير في العاصمة الكولومبية، بوغوتا، الأحد إن سوريا وإيران في حاجة للالتزام بتعهداتهما لمساعدة العراق وترجمة أقوالهما إلى أفعال، وترك الباب مفتوحاً أمام إمكانية إجراء المزيد من الاتصالات بين واشنطن وخصميها السياسيين في دمشق وطهران ووصل الرئيس الأمريكي إلى غواتيمالا في وقت متأخر الأحد وذلك في إطار جولة في خمس من دول أمريكا اللاتينية. -([_http://arabic.cnn.com/2007/middle_east/3/12/bush.iraq_colombo/index.html سي إن إن]) - فشل لقاء رئيس السلطة الوطنية الفلسطينية، محمود عباس، ورئيس الوزراء الإسرائيلي، إيهود أولمرت، الأحد في تحقيق نتائج ملموسة في أي من قضايا الخلاف الرئيسية بين الطرفين، في الوقت الذي وصفها مسؤول فلسطيني بـ"الصعبة." ولم تخرج القمة بنتائج سوى تعهد أولمرت بتمديد ساعات العمل في معبر كارني التجاري في قطاع غزة، الذي دأبت السلطات الإسرائيلية على إغلاقه بمزاعم تهديدات أمنية -([_http://arabic.cnn.com/2007/middle_east/3/12/olmert.abbas_progress/index.html سي إن إن]) - استقال الجنرال كيفن كايلي مدير الخدمات الطبية في الجيش الأمريكي من منصبه على خلفية الفضيحة التي ضربت مستشفى وولتر ريد العسكري مؤخرا. وبذلك يصبح الجنرال كايلي ثالث مسؤول رفيع المستوى يجبر على التنحي عن منصبه بسبب الظروف المزرية التي كان يعاني منها الجرحى الأمريكيون في المستشفى، والتي التي كشفتها في الشهر الماضي صحيفة واشنطن بوست. [_http://news.bbc.co.uk/hi/arabic/world_news/newsid_6444000/6444027.stm (بي بي سي)] |     |       |      |      |
| 12 مارس 2007 (الإثنين) | عدل | تاريخ | راقب | تصفح |

| \| 13 مارس 2007 (الثلاثاء) \| عدل \| تاريخ \| راقب \| تصفح \| |     |       |      |      |
| - أثار إعلان شركة هاليبيرتون الأمريكية للخدمات النفطية، عن نيتها نقل إدارة عملياتها في نصف العالم الشرقي من مدينة هيوستن إلى إمارة دبي، زوبعة من التعليقات المالية والسياسية، خاصة وأن عملية الانتقال قد تشمل طرح أسهم الشركة في بعض البورصات الخليجية المحلية.-([_ سي إن إن]) - قال متحدث باسم الوكالة الروسية للتصدير الذري إن موعد تشغيل أول مفاعل إيراني للطاقة الذرية لن يكون كما هو مقرر في سبتمبر المقبل، إذ سيؤجل الافتتاح بسبب تأخر طهران بالوفاء بالتزاماتها المالية المتعلقة بالمشروع. [_ (بي بي سي)] - قال محمد معتصم مستشار الملك محمد السادس إن الرباط تعتبر جبهة البوليساريو حزبا مغربيا معارضا، ومستعدة للتشاور معها حول مشروع الحكم الذاتي في الصحراء الغربية الذي تستعد لطرحه بمجلس الأمن الدولي في أبريل المقبل [_http://www.aljazeera.net/NR/exeres/3B1D692D-BFF6-4F4A-B27E-30FAAB5564CF.htm (الجزيرة)] |     |       |      |      |
| 13 مارس 2007 (الثلاثاء) | عدل | تاريخ | راقب | تصفح |

| \| 14 مارس 2007 (الأربعاء) \| عدل \| تاريخ \| راقب \| تصفح \| |     |       |      |      |
| - للمرة الأولى منذ بداية الحرب الأمريكية على العراق قبل أربع سنوات، تصل نسبة الأمريكيين الذين لا يعتقدون أنّ باستطاعة بلادهم كسب تلك الحرب إلى أكثر من النصف، وفقا لاستطلاع للآراء قامت به سي إن إن.-(سي إن إن) - أعلن وزير الداخلية اللبناني حسن السبع أن أربعة سوريين اعترفوا بقيامهم بتفجير حافلتين صغيرتين في عين علق خلال شهر فبراير الماضي وقال السبع أن السوريين الأربعة ينتمون إلى تنظيم "فتح - الإسلام" وهو تنظيم فلسطيني صغير انشق عن فتح - الانتفاضة العام الماضي. (بي بي سي) - علم مراسل الجزيرة بالقاهرة أن السفير الإسرائيلي اجتمع مع مسؤول بالخارجية المصرية، وطلب منه رسميا ولأول مرة التدخل لتعديل المبادرة العربية للسلام التي أقرتها الجامعة العربية عام 2002. (الجزيرة) |     |       |      |      |
| 14 مارس 2007 (الأربعاء) | عدل | تاريخ | راقب | تصفح |

| \| 18 مارس 2007 (الأحد) \| عدل \| تاريخ \| راقب \| تصفح \| |     |       |      |      |
| - مجلس الأمن يتجه لعقاب إيران بحضور رئيسها. (الجزيرة) - طالبان تفرج عن صحفي إيطالي بصفقة مع كابل. (الجزيرة) - مقتل ثلاثة طلاب في هجوم على مدرسة إسلامية بتايلاند. (بي بي سي) - مقتل خمسة جنود أمريكيين في العراق. (بي بي سي) |     |       |      |      |
| 18 مارس 2007 (الأحد) | عدل | تاريخ | راقب | تصفح |

| \| 20 مارس 2007 (الثلاثاء) \| عدل \| تاريخ \| راقب \| تصفح \| |     |       |      |      |
| - مسؤول أميركي يلتقي وزيرا من الحكومة الفلسطينية. (الجزيرة) - كابل تؤكد الإفراج عن عناصر من طالبان مقابل الصحفي. (الجزيرة) - إطلاق النار على رتل للأمم المتحدة في مقديشو. (بي بي سي) - إعدام نائب الرئيس العراقي السابق. (بي بي سي) |     |       |      |      |
| 20 مارس 2007 (الثلاثاء) | عدل | تاريخ | راقب | تصفح |

| \| 21 مارس 2007 (الأربعاء) \| عدل \| تاريخ \| راقب \| تصفح \| |     |       |      |      |
| - مقتل شاب فلسطيني في توغل إسرائيلي في نابلس. (بي بي سي) - مقتل 7 أشخاص إثر تحطم طائرة ركاب روسية. (بي بي سي) - بعوض معدل جينيا لمكافحة الملاريا. (بي بي سي) - اشتباكات عنيفة بمقديشو ومقتل جنود إثيوبيين. (الجزيرة) - عشرات القتلى والمفقودين في انهيارات أرضية بكشمير. (الجزيرة) |     |       |      |      |
| 21 مارس 2007 (الأربعاء) | عدل | تاريخ | راقب | تصفح |

| \| 22 مارس 2007 (الخميس) \| عدل \| تاريخ \| راقب \| تصفح \| |     |       |      |      |
| - مجلس الأمن يستأنف الاتصالات بشأن عقوبات إيران. (الجزيرة) - قوات إثيوبية تفتح النار على مسلحين بالصومال. (الجزيرة) - باكستان تجرب صاروخا قادرا على حمل رؤوس نووية. (الجزيرة) - سقوط صاروخ بالقرب من مكان اجتماع بان كي مون والمالكي. (بي بي سي) - محكمة فرنسية تبرئ مجلة في قضية الرسوم المسيئة. (بي بي سي) - "الأخوان المسلمون" تدعو لمقاطعة الاستفتاء في مصر. (بي بي سي) |     |       |      |      |
| 22 مارس 2007 (الخميس) | عدل | تاريخ | راقب | تصفح |

| \| 23 مارس 2007 (الجمعة) \| عدل \| تاريخ \| راقب \| تصفح \| |     |       |      |      |
| - السنيورة يتهم المعارضة بالخروج على النظام الديمقراطي. (الجزيرة) - حقوقيون ينضمون لمعارضي تعديل دستور مصر. (الجزيرة) - بريطانيا تعتقل ثلاثة على خلفية تفجيرات 2005. (الجزيرة) - اشتباكات بين سكان منطقة عشوائية في القاهرة والشرطة. (بي بي سي) - مجلس الأمن يدين "الهجوم على بان كي مون". (بي بي سي) - فرض نظام حظر التجول في البصرة. (بي بي سي) |     |       |      |      |
| 23 مارس 2007 (الجمعة) | عدل | تاريخ | راقب | تصفح |

| \| 24 مارس 2007 (السبت) \| عدل \| تاريخ \| راقب \| تصفح \| |     |       |      |      |
| - استمرار المعارك ومقتل 11 أجنبيا بإسقاط طائرة بمقديشو. (الجزيرة) - بوش يهدد بنقض قانون سحب القوات الأميركية من العراق. (الجزيرة) - لحود يأمل تشكيل حكومة وحدة قبل القمة العربية. (الجزيرة) - مؤتمر عالمي عن القدس بالجزائر يبحث الحفريات. (الجزيرة) - رايس تبدأ جولة جديدة بالشرق الأوسط. (بي بي سي) - معتقل في جوانتانامو يعترف بدوره في تفجير سفارة أمريكية. (بي بي سي) - بريطانيا تضغط من أجل إطلاق سراح بحاريها. (بي بي سي) - صدور أحكام بالسجن ضد متهمين بالفساد البنكي في الجزائر. (بي بي سي) |     |       |      |      |
| 24 مارس 2007 (السبت) | عدل | تاريخ | راقب | تصفح |

| \| 25 مارس 2007 (الأحد) \| عدل \| تاريخ \| راقب \| تصفح \| |     |       |      |      |
| - إقرار جدول أعمال القمة العربية بالرياض وليبيا تقاطعها. (الجزيرة) - 11 قتيلا في مواجهات الشرطة وحركة مناوي بأم درمان. (الجزيرة) - كوريا الشمالية تنتقد مناورات أميركية مع جارتها الجنوبية. (الجزيرة) - قتيل و40 جريحا بزلزال قوته 7.1 في اليابان. (الجزيرة) - بدء جولة الإعادة في انتخابات الرئاسة الموريتانية. (بي بي سي) - الاتحاد الأوروبي يأمل استئناف المحادثات النووية مع إيران. (بي بي سي) - مقتل 50 في هجمات متفرقة بالعراق. (بي بي سي) - إسرائيل تطلق سراح ابن مروان البرغوثي. (بي بي سي) |     |       |      |      |
| 25 مارس 2007 (الأحد) | عدل | تاريخ | راقب | تصفح |

| \| 26 مارس 2007 (الإثنين) \| عدل \| تاريخ \| راقب \| تصفح \| |     |       |      |      |
| - فوز سيدي ولد الشيخ عبد الله بالرئاسة في موريتانيا. (الجزيرة) - مقتل سبعة عراقيين بهجمات وجرح جندي بريطاني بالبصرة. (الجزيرة) - حكومة جديدة في الكويت دون تغييرات بالمناصب الرئيسية. (الجزيرة) - ساركوزي يغادر وزارة الداخلية للتفرغ للحملة الانتخابية. [_ (الجزيرة)] - مصادمات في اليمن بعد مزاعم بإهانة القرآن. (بي بي سي) - بريطانيا: الاتفاق على عقوبات دولية أشدّ صرامة ضد إيران. (بي بي سي) - أولمرت يتهم عباس بـ "نكث وعده" بإطلاق شاليط. (بي بي سي) - بدء التصويت على التعديلات الدستورية في مصر. (بي بي سي) |     |       |      |      |
| 26 مارس 2007 (الإثنين) | عدل | تاريخ | راقب | تصفح |

| \| 27 مارس 2007 (الثلاثاء) \| عدل \| تاريخ \| راقب \| تصفح \| |     |       |      |      |
| - مبادرة السلام تهيمن على القمة العربية بالرياض. (الجزيرة) - بغداد تعدل قانون اجتثاث البعث وواشنطن تحاور مسلحين. (الجزيرة) - تعيين زعيم المتمردين رئيسا للوزراء بساحل العاج. (الجزيرة) - قمة روسية صينية لتعزيز الشراكة في وجه الهيمنة الأميركية. (الجزيرة) - نتائج أولية لصالح تعديل الدستور في مصر. (بي بي سي) - إيران تخفض تعاونها مع الهيئة الدولية للطاقة الذرية. (بي بي سي) - إيران تستجوب البريطانيين الـ 15. (بي بي سي) - تمديد التحقيق الدولي بمقتل الحريري. (بي بي سي) |     |       |      |      |
| 27 مارس 2007 (الثلاثاء) | عدل | تاريخ | راقب | تصفح |

| \| 28 مارس 2007 (الأربعاء) \| عدل \| تاريخ \| راقب \| تصفح \| |     |       |      |      |
| - إيران تتجه لحل أزمة الرهائن وبريطانيا تتشدد. (الجزيرة) - القذافي: أجندة القمة العربية صنعت بواشنطن. (الجزيرة) - بوش يهدد بنقض قرار الشيوخ جدولة الانسحاب من العراق. (الجزيرة) - إسقاط طائرة تجسس بأجواء حضرموت اليمنية. (الجزيرة) - افتتاح القمة العربية في الرياض. (بي بي سي) - مقتل العشرات في هجوم شمال غرب العراق. (بي بي سي) - بريطانيا تجمد علاقاتها مع إيران. (بي بي سي) - مجلس الشيوخ يقر سحب القوات الأمريكية من العراق. (بي بي سي) |     |       |      |      |
| 28 مارس 2007 (الأربعاء) | عدل | تاريخ | راقب | تصفح |

| \| 29 مارس 2007 (الخميس) \| عدل \| تاريخ \| راقب \| تصفح \| |     |       |      |      |
| - الديمقراطيون يطالبون بوش بحل مشترك بشأن العراق. (الجزيرة) - جمعيات فرنسية تلاحق رؤساء أفارقة باختلاس أموال. (الجزيرة) - واشنطن ترفض تصريحات ملك السعودية بشأن العراق. (الجزيرة) - مرونة إيرانية بأزمة البحارة ولندن تتحرك بمجلس الأمن. (الجزيرة) - إيران "تعرض" السماح لمسؤولين بريطانيين بلقاء المحتجزين. (بي بي سي) - مقتل عشرات السنة بالرصاص في تلعفر. (بي بي سي) - تجدد الاشتباكات في العاصمة الصومالية. (بي بي سي) - الفيصل: إسرائيل لا تريد السلام برفضها المبادرة. (بي بي سي) |     |       |      |      |
| 29 مارس 2007 (الخميس) | عدل | تاريخ | راقب | تصفح |

| \| 30 مارس 2007 (الجمعة) \| عدل \| تاريخ \| راقب \| تصفح \| |     |       |      |      |
| - أوروبا تطالب طهران بالافراج الفوري عن الجنود البريطانيين. (بي بي سي) - البيت الأبيض ينتقد زيارة بيلوسي المرتقبة لدمشق. (بي بي سي) - قتال مقديشو "الأسوأ" منذ 15 عاما. (بي بي سي) - بان جي مون يدعو إلى الحوار لحل الأزمة اللبنانية. (بي بي سي) - 13 مصابا فلسطينيا برصاص الاحتلال في يوم الأرض. (الجزيرة) - هنية يحذر من استمرار الحصار وأولمرت يصفه بالإرهابي. (الجزيرة) - إحباط محاولة اختطاف طائرة سودانية بين طرابلس والخرطوم. (الجزيرة) - تصديق نتائج انتخابات موريتانيا وأوروبا تمتدحها. (الجزيرة) |     |       |      |      |
| 30 مارس 2007 (الجمعة) | عدل | تاريخ | راقب | تصفح |

| \| 31 مارس 2007 (السبت) \| عدل \| تاريخ \| راقب \| تصفح \| |     |       |      |      |
| - واشنطن تفرض عقوبات على واردات الصين من الورق. (الجزيرة) - أثيوبيا تفقد مروحية و21 جنديا بمعارك مقديشو المتصاعدة. (الجزيرة) - استقالة وزير العدل وثلاث مفخخات تصيب العشرات بالعراق. (الجزيرة) - إصابة جنديين إسرائيليين وهنية يطالب برفع الحصار. (الجزيرة) - عقوبة هيكس الأسترالي خففت إلى 9 أشهر. (بي بي سي) - مقتل 10 على الاقل في تفجيرات بالعراق. (بي بي سي) - وكالة الطاقة الذرية تحث إيران على دعم تعاونها. (بي بي سي) - منظمة الصحة العالمية تقر الختان لمكافحة الإيدز. (بي بي سي) |     |       |      |      |
| 31 مارس 2007 (السبت) | عدل | تاريخ | راقب | تصفح |

| أحداث جارية |
| --- |
| - أزمة الدين الحكومي اليوناني - جائحة فيروس كورونا 2019–20 - التدخل العسكري الروسي في أوكرانيا - التدخل العسكري الروسي في سوريا - الحرب الأهلية السورية - الهجوم على شمال غرب سوريا (2024) - الحرب الأهلية السودانية 2023 - عملية طوفان الأقصى - الحرب الفلسطينية الإسرائيلية (الخط الزمني) - صراع حزب الله وإسرائيل (2023–الآن) - - أزمة البحر الأحمر - الهجمات على القواعد الأمريكية في العراق وسوريا 2023 - الأزمة الإنسانية في غزة (2023 – الآن) تفاصيل أكثر النزاعات الجارية أدناه |

| وفيات حديثة |
| --- |
| - 14 مارس: ألان سيمبسون (سياسي) - 15 مارس: بيتر بيكسل - 15 مارس: منير شاكر - 15 مارس: دوريس فيتشين - 15 مارس: أليكس داود - 15 مارس: سليك واتس - 15 مارس: إحسان الترك - 15 مارس: واتارو أسو - 16 مارس: جيسي كولن يونغ - 16 مارس: إيميلي ديكيني - 16 مارس: أنطوان كرباج - 17 مارس: لي شاو كي - 17 مارس: أبو إسحاق الحويني - 17 مارس: أبو حمزة - 17 مارس: جون فرازير (لاعب كرة قدم بريطاني) - 18 مارس: محمود أبو وطفة - 18 مارس: ولامير ماركيز - 18 مارس: قسطنطين رودريغيز - 18 مارس: جان ميشيل (سياسي) - 18 مارس: عصام الدعاليس |

| نزاعات جارية |
| --- |
| - التدخل العسكري الدولي ضد تنظيم الدولة الإسلامية (داعش) - الكاميرون - الحرب الأهلية الكاميرونية - جمهورية إفريقيا الوسطى - حرب جمهورية إفريقيا الوسطى الأهلية (2012–الآن) - جمهورية الكونغو الديموقراطية - تمرد القوات الديمقراطية المتحالفة - صراع كيفو - الحرب الأهلية الأثيوبية (2018-حاليا) - صراع أمهرة [الإنجليزية] - موزمبيق - التمرد الإسلاموي في موزمبيق - نيجيريا - تمرد بوكو حرام - التمرد الإسلامي في الساحل - تمرد الجهاديين في بوركينا فاسو · حرب مالي - الحرب الأهلية الصومالية - الحرب في الصومال (2009–الآن) - السودان - الحرب الأهلية السودانية 2023 - النزاع في أفغانستان - النزاع بين طالبان والدولة الإسلامية في أفغانستان - صراع بنجشير - الهند - التمرد في جامو وكشمير - العصيان الماوي-الناكسالي - إندونيسيا - أزمة بابوا - الصراع الداخلي في ميانمار - الحرب الأهلية في ميانمار (2021-الحاضر) - باكستان - صراع بلوشستان - عصيان خيبر بختونخوا - الصراع الأهلي في الفلبين - التمرد الشيوعي في الفلبين - الحرب الروسية الأوكرانية - الغزو الروسي لأوكرانيا 2022 - صراع العراق (2003–الآن) - التمرد العراقي (2017–الآن) - صراع إسرائيل وغزة - الحرب الفلسطينية الإسرائيلية 2023 - هجمات الحوثيين على إسرائيل (2023 - 2024) - الحرب الأهلية السورية - التدخل الأجنبي في الحرب الأهلية السورية - تركيا - الولايات المتحدة - اليمن - الحرب الأهلية اليمنية (2014–الآن) - التدخل العسكري في اليمن |